# MPEG IMX
MPEG IMX（エムペグあいえむえっくす）とは、SDTV向けのデジタル記録VTRに関する規格の一つ。主に放送用、映像制作用に用いられる。SMPTE365Mにより、D-10VTRとして標準化されている。
2000年にソニーが開発したもので、BETACAM-SXを改良したものである。MPEG2 4:2:2P@MLに準拠し、8ビットデジタルコンポーネント記録、1フレームごとに圧縮するイントラフレーム方式をとり、精度の高い編集コントロールを実現している。音声は、16ビット・8チャンネルでの記録が可能である。ビデオカセットのサイズはBETACAMやBETACAM-SXと同じだが、エメラルドグリーンのボディで識別出来る。BETACAM-SXより映像記録レートは高い（最高50Mbps）。また、オプションでネットワークインターフェーズボードを装着することで、テープに記録された映像・音声をファイル化し（MXFファイル）、ネットワークでの転送が可能になる。
日本ではあまり普及しなかったが、SDTVの高画質化が進んでいたヨーロッパ諸国を中心に浸透している。8チャンネルの音声記録についても、多言語での収録の機会が多い欧州での事情に配慮したものとなっている。
制作環境がHDTVに移行している現在、当フォーマット機器の商品販売は終了しているが、記録フォーマット自体はXDCAMに受け継がれている。レコーディング用テープの販売は、2021年3月末をもって終了した。

## 製品（ソニー）
- MSW-M2000・・・据置型放送用レコーダー（生産終了）
- MSW-A2000・・・据置型放送用レコーダー（生産終了）
- MSW-M2100・・・据置型放送用プレーヤー（生産終了）
- MSW-900・・・2/3inch一体型放送用カメラ（生産終了）
- MSW-970・・・2/3inch一体型放送用カメラ（生産終了）